# Montes Agricola
Montes Agricola és una estructura geològica del tipus mons a la superfície de la Lluna, situada amb el sistema de coordenades planetocèntriques a 30.64 ° de latitud N i -51.73 ° de longitud E. Fa un diàmetre de 159.76 km. El nom va ser fet oficial per la UAI l'any 1976 i fa referència Georgius Agricola, científic alemany (1494-1555).